# Leucothyreus metallescens
Leucothyreus metallescens är en skalbaggsart som beskrevs av Hermann Burmeister 1844. Leucothyreus metallescens ingår i släktet Leucothyreus och familjen Rutelidae. Inga underarter finns listade i Catalogue of Life.